# 폴라인의 모험 (1914년 영화)
폴라인의 모험(The Perils Of Pauline)은 미국에서 제작된 루이스 J. 가스니어 감독의 1914년 액션 영화이다. 펄 화이트 등이 주연으로 출연하였다.
이 영화는 문화적, 역사적, 미적 중요성으로 인해 미국 의회도서관에 의해 미국 국립영화등기부의 보존물로 선정되었다.

## 출연

### 주연
- 펄 화이트
- 크레인 윌버

### 조연
- 폴 팬저
- 도널드 맥켄지
- 루이스 J. 가스니어
- 밀튼 버얼

## 제작진
- 각본 원안: 배질 딕키